# L'Ispettore Gadget (film)
L'Ispettore Gadget (Inspector Gadget) è un film del 1999 diretto da David Kellogg, liberamente tratto dall'omonima serie televisiva animata degli anni ottanta e racconta in chiave live-action la storia di come sono nati l'ispettore Gadget e il Dr. Artiglio. Il film vede come protagonista Matthew Broderick nel ruolo del personaggio titolare, Rupert Everett nel ruolo del Dr. Artiglio, Michelle Trachtenberg nel ruolo di Penny e Dabney Coleman nel ruolo del capo Quimby.
Il film è stato distribuito nelle sale dalla Walt Disney Pictures il 23 luglio 1999. In Italia è stato trasmesso su Disney Channel il 6 ottobre 2001. È stato l'ultimo film prodotto da Caravan Pictures, prima della confluenza della società in Spyglass Entertainment. È stato anche dedicato alla memoria dello scenografo Michael White, morto il 19 gennaio 1999 a Los Angeles durante la produzione del film all'età di 36 anni.
Il film ha avuto un incasso mondiale di $ 134 milioni contro un budget di $ 90 milioni, ricevendo anche recensioni negative dalla critica cinematografica, che ha elogiato poco la recitazione, ma ha criticato la sceneggiatura, gli effetti visivi, l'umorismo e la percepita mancanza di fedeltà al materiale originale (in particolare quando il Dr. Artiglio mostra la sua faccia). Ha perso lo studio di circa $ 30 milioni.
L'edizione home video è stata distribuita con il titolo Inspector Gadget.

## Trama
John Brown (Ispettore Gadget) è un agente della sicurezza dei laboratori dell'esperta di robotica Brenda Bradford (della quale è segretamente innamorato). Brown vive con la nipotina Penny e il suo cane Brian (Bravo). Il perfido magnate multimilionario Sanford Scolex (Dr. Artiglio) attacca i laboratori rubando un pezzo del "Progetto Gadget", uccidendo il padre di Brenda. Brown allora prova a fermarlo e alla fine dell'inseguimento, Scolex lancia un sigaro esplosivo a Brown facendogli saltare in aria il corpo ma perdendo la sua mano sinistra, stritolata da una palla da bowling precipitata.
Brown viene ricoverato in terapia intensiva da Brenda che per salvarlo, usa i componenti del Progetto Gadget su di lui, trasformandolo completamente in un sofisticatissimo androide con vari gadget strampalati e munito della superaccessoriata Gadgetmobile. Brown viene in seguito promosso ispettore al servizio dello scorbutico commissario Quimby. In seguito a diversi successi nel catturare criminali e aiutare la comunità, Brown viene etichettato dai media come l'Ispettore Gadget. Qui viene ingiustamente ridicolizzato dal dipartimento di polizia che assegna a compiti di poca rilevanza senza poter investigare veramente. Avendone abbastanza John va da Quimby e lo rimprovera aspramente per averlo trattato in quel modo e che ora vuole indagare sulla morte del padre di Brenda per scoprire chi è l'assassino ma Quimby crudelmente rifiuta definendo John una trovata pubblicitaria che devono sopportare e che l'unica cosa che desidera non è altro che cacciarlo dal dipartimento. Furibondo John se ne va e decide di investigare per conto proprio. 
Intanto Scolex si fa impiantare una chela robotica al posto della mano perduta dal suo assistente, il Professor Kramer, diventando così il supercriminale Artiglio. Egli prova ad usare i componenti rubati dal Progetto Gadget aiutato da Kramer e il suo infantile tirapiedi Sykes, ma dopo aver ripetutamente fallito, comprende che gli serve l'aiuto di Brenda (per la quale sembra provare qualcosa) per farli funzionare. Così assume Brenda come specialista robotica alla Scolex Industries e scopre Brown come la vera identità di Gadget. In seguito, Artiglio ottiene il Chip-Gadget inserendolo in un vecchio robot di prova, rendendolo RoboGadget, il perfido clone dell'Ispettore Gadget.
Gadget indaga su Scolex ma viene catturato in una trappola organizzata dai cattivi. Dopo averlo informato del suo piano, Artiglio disinserisce e distrugge il chip che permette a Gadget di controllare il suo corpo, "uccidendolo", per poi abbandonare il suo corpo in una discarica e mandare RoboGadget a distruggere la città. Dopo aver scoperto l'omicidio del padre da parte di Scolex/Artiglio (attraverso RoboBrenda, il suo clone robotico malfunzionante costruito per rimpiazzarla), Brenda corre alla discarica trovando il corpo di Gadget insieme a Penny. Però, dopo un affettuoso bacio di Brenda, Gadget ritorna in vita dimostrando che nonostante sia un robot, possieda ancora un cuore umano.
Ripresosi completamente, Gadget si reca in città e scatena un folle combattimento con RoboGadget, riuscendo infine a sconfiggerlo staccandogli la testa e gettandola nel canale, poi attiva il Capellicottero e vola sul tetto della Scolex Industries, dove Artiglio intende fuggire in elicottero con Brenda (da lui rapita nella confusione). Dopo uno scontro, l'Ispettore Gadget riesce a salvare Brenda e, con l'aiuto della Gadgetmobile, cattura e mette agli arresti Artiglio. La polizia però accusa Gadget di aver attaccato la città ma allora arriva Sykes, convinto da Penny a cambiare vita, che ammette le responsabilità dei danni a RoboGadget, così l'Ispettore Gadget viene assolto dall'accusa e nominato eroe.
Il film si conclude con un fuoco d'artificio che scombussola con un gran finale il quartiere, e l'auto del protagonista che si mette ad inseguire una berlina.

## Curiosità
- In una scena del film, il robot Gadget terrorizza la popolazione impersonando il dinosauro Godzilla. Casualmente, Broderick aveva interpretato il ruolo di protagonista nel film sul dinosauro realizzato l'anno precedente.

## Accoglienza

### Critica
Su Rotten Tomatoes, il film ha un indice di gradimento del 21% basato su 63 recensioni, con una valutazione media di 4,10/10. Il consenso critico del sito afferma: "Nonostante l'abbondanza di eyecandy, il film non equivale a molto". Metacritic riporta un punteggio medio ponderato di 36 su 100 basato su 22 critici, indicando "recensioni generalmente sfavorevoli".
Lawrence Van Gelder del New York Times ha affermato che "spreca molto buon talento". Nella sua recensione per il Chicago Sun-Times, Roger Ebert ha assegnato al film una stella e mezzo su quattro e ha affermato che i fan si sono arrabbiati quando il Dr. Artiglio si è rivelato nel film. Ian Freer della rivista Empire ha assegnato al film due stelle su cinque, dicendo: "Qualcosa di più coinvolgente non sarebbe andato storto".

### Botteghino
Nonostante le recensioni negative della critica e dei fan della stessa serie animata francese degli anni ottanta, il film è stato un discreto successo al botteghino con un incasso mondiale di $ 134,4 milioni in tutto il mondo, contro un budget di $ 90 milioni. Ha perso lo studio di circa $ 30 milioni. Nel weekend di apertura, il film ha incassato 21,9 milioni di dollari, finendo al secondo posto al botteghino dietro a Haunting - Presenze (33,4 milioni di dollari). Nel Regno Unito ha incassato poco più di 7 milioni di sterline.

## Riconoscimenti
- 1999 - Golden Trailer Award
  - Nomination Migliore Categoria Animazione/Famiglia
- 1999 - Stinkers Bad Movie Award
  - Nomination Peggior film
  - Nomination Peggior regia a David Kellogg
  - Nomination Commedia più dolorosamente impudica
  - Nomination Peggior risurrezione di uno show TV o una serie animata
  - Nomination Effetti speciali "meno speciali"
  - Nomination Pasticcio fumettistico di maggior sollievo (l'automobile parlante "Gadgetmobile")
- 2000 - ASCAP Award
  - Miglior colonna sonora a John Debney
- 2000 - Blockbuster Entertainment Award
  - Nomination Film commedia preferito (solo su Internet)
- 2000 - Golden Reel Award
  - Nomination Miglior montaggio sonoro negli effetti sonori
  - Nomination Miglior montaggio sonoro nei dialoghi
- 2000 - Young Artist Award
  - Nomination Miglior performance in un film - Giovane attrice non protagonista a Michelle Trachtenberg
  - Nomination Miglior film commedia o musical per famiglie
- 2000 - YoungStar Award
  - Nomination Miglior giovane attrice in un film commedia a Michelle Trachtenberg

## Sequel
Il film ha avuto un seguito intitolato Inspector Gadget 2, uscito nel 2003 soltanto per il mercato home video, dove però manca il cast originale.